# アメリカフクロウ
アメリカフクロウ（亜米利加梟、学名：Strix varia）は、フクロウ目フクロウ科に分類される鳥類の一種。
英名はBarred Owlの他にもeight hooter、rain owl、wood owl、hoot owlなど、様々な名前で呼ばれる。

## 分布
- 北アメリカ

## 形態
全長50-60cm。

## 亜種
- Strix varia varia
- Strix varia sartorii
- Strix varia helveola
- Strix varia georgica

## 生態
森林に生息し、周辺の開けた場所を狩り場とする。夜行性で、日中は樹上で休息する。
食性は動物食で、小型哺乳類、鳥類、カエル、カニ、昆虫類などを捕食する。主に枝にとまって待ち伏せし、獲物を見つけると飛び出して捕らえる。
樹洞や猛禽類の古巣に営巣し、3-4卵を産む。抱卵日数は約30日で、主にメスが抱卵する。